# セバスティアン・カセレス
セバスティアン・エンソ・カセレス・ラモス（Sebastián Enzo Cáceres Ramos, 1999年8月18日 - ）は、ウルグアイ・モンテビデオ県モンテビデオ出身のサッカー選手。リーガMX・クラブ・アメリカ所属。ポジションはDF。

## クラブ経歴
地元モンテビデオに本拠地を置くリベルプールFCのユースチームから2017年シーズンにトップチームに昇格。8月27日のCAペニャロール戦でプロデビュー。翌2018年シーズンより先発に定着し、同年シーズンはリーグ戦35試合に出場。2019年2月25日のCAフェニックス戦でプロ初ゴールを記録。その後も安定した活躍を見せ、一時はFCバルセロナが、カセレスの獲得に興味を示していたとも報じられた。
2020年1月15日、リーガMXのクラブ・アメリカへの移籍が発表された。

## 代表経歴
2019年にU-20のウルグアイ代表として南米ユース選手権とFIFA U-20ワールドカップに出場。2020年にはU-23代表としてCONMEBOLプレオリンピック大会に出場した。
2022年9月23日、イラン代表との親善試合でA代表初出場。
2024年6月8日、コパ・アメリカ2024に出場するウルグアイ代表メンバーに選出された。